# Il gioco del falco
Il gioco del falco (The Falcon and the Snowman) è un film del 1985 diretto da John Schlesinger.
Il film è basato sul libro del 1979 A True Story of Friendship and Espionage di Robert Lindsey, e include la canzone This Is Not America, scritta ed eseguita da David Bowie e il Pat Metheny Group.

## Trama
Christopher Boyce, ex seminarista esperto di falconeria, viene assunto come fattorino presso la RTX, un'azienda operante nel settore della difesa che in realtà costruisce satelliti-spia per la CIA. Ben presto Boyce entra a contatto con le informazioni più segrete dell'azienda e scopre che il Governo degli Stati Uniti sta complottando per deporre il primo ministro australiano. Fortemente deluso, decide di collaborare con l'Unione Sovietica passando loro il materiale top secret della RTX.
Per farsi aiutare nella sua missione segreta, Boyce si avvale dell'amico Daulton Lee, un contrabbandiere tossicodipendente. Lee, mosso più da questioni economiche che da idealismo, si impegna nel trattare con il KGB in Messico. Poco dopo, però, i due complici cominciano ad avere dei problemi: Lee, sempre più dipendente dalla droga e coinvolto dalla storia, ambisce allo spionaggio ad alti livelli ma deve fare i conti con i russi che non lo tengono in grande considerazione; Boyce, d'altro canto vorrebbe tirarsi indietro per poter condurre una vita normale con la fidanzata Lana. Il giro in cui Christopher e Daulton si sono invischiati tuttavia si rivelerà molto più grande di loro, conducendoli ad una fine piuttosto amara. Entrambi verranno arrestati dalle autorità statunitensi.

## Colonna sonora
La colonna sonora fu affidata a Pat Metheny e al pianista Lyle Mays che pubblicarono le musiche nell'album The Falcon and the Snowman, uscito nel 1984 in anticipo rispetto al film, che godette poi della promozione del singolo principale This Is Not America, realizzato con la collaborazione e la voce di David Bowie.